# 安德魯·麥卡錫
安德魯·麥卡錫（英語：Andrew Thomas McCarthy，1962年11月29日—）是一位美國演員。他出演過《紅粉佳人》、《神氣活現》、《喜福会》等電影。最近則出演了《口紅叢林》、《妙警賊探》和《慾海醫心》等電視劇。

## 外部連結
- 官方网站（英文）
- 安德魯·麥卡錫在互联网电影资料库（IMDb）上的資料（英文）
- 互聯網百老匯資料庫（IBDB）上安德魯·麥卡錫的資料（英文）
- 互联网外百老汇数据库（IOBDB）上安德魯·麥卡錫的資料（英文）